# Ashcroft (Colorado)
Ashcroft, conocida originalmente como Castle Forks City y más tarde como Chloride hasta 1882, fue una ciudad minera ubicada a diez millas (1 6 kilómetros) al sur de Aspen, Colorado, Estados Unidos. Todavía quedan algunos edificios en pie como testimonio del pasado de la ciudad.

## Historia

### Primeros años
Durante la primavera de 1880, dos buscadores de oro, Charles B. Culver y WF Coxhead, abandonaron la próspera ciudad minera de Leadville en busca de yacimientos de plata en Castle Creek Valley. Allí encontraron plata y Coxhead, entusiasmado, promocionó su descubrimiento de vuelta en Leadville. Al regresar a "Castle Forks City", como se la había llamado, descubrió que ya se habían unido 23 buscadores de oro más al "Crazy Culver" (al "loco de Culver"). Juntos, formaron una Asociación Protectora de los Mineros, construyeron un juzgado y trazaron las calles en Ashcroft en tan solo dos semanas. Cada uno de los miembros de la asociación pagó 5 dólares, o bien un día de su salario más 1 dólar, para cubrir los costes de construcción. En total, la Asociación Protectora de Mineros de Ashcroft contaba con 97 miembros. 
La ciudad pasó a llamarse Ashcroft en 1882, después de que se hallara un importante yacimiento en las minas de Montezuma y de Tam O'Shanter. Estas minas eran propiedad en parte de H. A. W. Tabor, proveniente de la famosa actividad minera en Leadville. Según se cuenta, Tabor y su segunda esposa visitaron Ashcroft en 1883 y organizaron allí un gran baile y un banquete. Además, supuestamente, Tabor pagó las rondas para todo el mundo en cada uno de los trece salones de la ciudad.
El mismo año en que Tabor visitó Ashcroft, la población de la ciudad ya había aumentado hasta alrededor de 2000 personas. Ashcroft también tenía dos periódicos, una escuela, aserraderos, una pequeña fundición y 20 salones. En aquel momento de su historia, la ciudad era más grande que Aspen y estaba situada a menos distancia del ferrocarril de Crested Butte. 
Para el año 1885, en la ciudad habitaban entre 2000 y 3500 personas, y había seis hoteles y veinte salones. Tan pronto como entró en auge, se fue a la quiebra. 

### Decadencia
Los yacimientos de plata descubiertos por Culver y Coxhead inicialmente producían 14,000 onzas de plata por tonelada. Sin embargo, esta producción no duró mucho debido a que los depósitos eran poco profundos. Aunque hubo promesas de crear una línea de ferrocarril a Crested Butte, estas nunca se materializaron, y los inversionistas y trabajadores se vieron atraídos a otros lugares como Aspen. En 1884 se descubrió otra rico yacimiento; sin embargo, este se encontraba en Aspen. Esto llevó al final de la prosperidad en Ashcroft, al comenzar a mudarse sus habitantes a Aspen. 
Para 1885, ya solo quedaban 100 residentes de verano y 5,60 dólares en las arcas de la ciudad. A principios del siglo XX, solo un puñado de hombres ancianos y solteros vivían en Ashcroft. Aunque todos eran dueños de concesiones mineras, pasaban la mayor parte del tiempo pescando y cazando, o leyendo y bebiendo en algún bar local. Estos hombres contaban historias a cambio de bebidas y funcionaban como una agencia de empleo informal, adjudicando a los mineros el trabajo restante que había esporádicamente en las minas. Cada cuatro años, los ciudadanos que quedaban celebraban elecciones municipales y elegían a los funcionarios de entre ellos. 
El último vecino de la ciudad, Jack Leahy, murió en 1939, lo que convirtió oficialmente a Ashcroft en una ciudad fantasma.

### Interés renovado
Durante la década de 1930 se desencadenó una nueva oleada de interés en el pueblo, con los florecientes Juegos Olímpicos de invierno y los deportes de invierno que dirigieron la atención hacia Ashcroft. El deportista internacional Ted Ryan y su compañero Billy Fiske, capitán del equipo de trineo olímpico estadounidense, el cual ganó la medalla de oro, construyeron el Highland-Bavarian Lodge Hotel de las Tierras Altas Bávaras) al norte de Ashcroft. Planearon la construcción de una estación de esquí completa al estilo europeo, con un teleférico que condujera al Monte Hayden. La Segunda Guerra Mundial dio fin a sus planes, al morir Fiske en combate, y Ryan terminó alquilando Ashcroft al ejército de los EE. UU. por 1 dólar al año. 
Durante la Segunda Guerra Mundial, la 10.ª División de Montaña del Ejército utilizó Ashcroft para el entrenamiento de alpinismo, principalmente durante el verano de 1942. Después de la guerra, la mayor parte del crecimiento del esquí en el área se desarrolló en Aspen, y más adelante, Ryan cedió el lugar al Servicio Forestal de los Estados Unidos. 
En 1948, el veterano de la Segunda Guerra Mundial Stuart Mace, también un conocido conductor de trineo tirado por perros, se trasladó a Ashcroft con su familia y sus perros. En 1955, Mace y sus perros husky Toklat aparecieron en la serie de televisión Sgt. Preston of the Yukon, y se equipó el pueblo fantasma con fachadas falsas para imitar un decorado canadiense para el rodaje de la serie hasta 1958. A Mace se le cedió el uso de 5 acres (20 234,3 m²) de tierra a cambio de cuidar las propiedades restantes que el Highland-Bavarian tenía en el área de Ashcroft. Dedicó el resto de su vida a proteger el área de la industrialización y a restaurar la ecología. Con aquel mismo objetivo, se le unió en 1974 la Sociedad Histórica de Aspen, quien ayudó a que Ashcroft entrara en el Registro Nacional de Lugares Históricos en 1975.